# Grad Duurstede

## Nastanek in razvoj
Grad je nastal v 13. stoletju. Okoli leta 1270 je Zweder I. Zuylen Abcoudski zgradil samostoječo utrdbo na dvignjenem mestu z jarkom blizu izgubljenega mesta Dorestad. Do začetka 15. stoletja je bil grad Duurstede v lasti družine Zuylen Abcoudski, dokler ga leta 1449 niso bili prisiljeni prodati utrechtskim škofom.
Utrechtski škof David Burgundski, ki je vladal od leta 1459 do 1496, je grad popolnoma prezidal. Stari donžon je bil obdan z novogradnjami. V tem času je bil zgrajen tudi še vedno dobro ohranjen burgundski stolp. Tudi njegova naslednika Friderik IV. Badenski in Filip Burgundski sta grad uporabljala kot svojo rezidenco, Filip Burgundski pa je grad okrasil z renesančnimi značilnostmi. Filip Burgundski se je naselil na gradu Duurstede, ko je leta 1517 postal škof v Utrechtu. Spremljal ga je njegov dvorni slikar Mabuse ( Jan Gossaert), ki je pomagal okrasiti novo palačo svojega gospodarja. Ob Filipovi smrti leta 1524 je Mabuse načrtoval in postavil njegovo grobnico v cerkvi v kraju Wijk bij Duurstede. Po Filipovi smrti je Karel V., cesar Svetega rimskega cesarstva, zaplenil vse ozemeljske posesti škofije Utrecht, vključno z gradom Duurstede.

## Kasnejša leta
Leta 1580 je zaradi nizozemskega upora grad padel v roke Deželnih stanov Utrechta. Deželni stanovi pa so svoj denar vložili v gradnjo moderne utrdbe okoli kraja Wijk bij Duurstede, zaradi česar je grad propadel. Dodatna škoda je bila storjena, ko so francoske čete leta 1672 opustošile Wijk bij Duurstede, potem pa so meščani uporabili kamen iz gradu za obnovo svojih domov.
Leta 1852 je mestna občina postala lastnica gradu in okoliške utrdbe spremenila v park. Do leta 1925 se je na grad lahko pripeljalo le z manjšo ladjo.

### Donžon
Stari donžon, ki ga je zgradil Zweder Abcoudski v 13. stoletju, je dokaj dobro prestal čas in je odličen primer srednjeveških stolpov. Stene so debele 2,5 metra; prvotni vhod je bil na drugem nivoju in do njega je bilo mogoče priti le z leseno lestvijo, ki jo je bilo mogoče v stiski odstraniti ali uničiti.

### Burgundski stolp
Enega od vogalnih stolpov starega gradu so v sedanjo podobo razširili v 15. stoletju. Medtem ko je imel preostali del gradu bolj stanovanjski namen, je imel burgundski stolp očitno vojaški namen. Visok je več kot 40 metrov in ima zelo debele stene.